# Nytjärnarna (Alanäs socken, Jämtland, 713484-148296)
Nytjärnarna är en sjö i Strömsunds kommun i Jämtland och ingår i Ångermanälvens huvudavrinningsområde.